# 陳大猷 (隆慶進士)
陳大猷（1540年—？），字鳴翊，廣東廣州府南海縣人，民籍，明朝政治人物。

## 生平
嘉靖三十七年（1558年）戊午科廣東鄉試第二十四名舉人。隆慶二年（1568年）中式戊辰科會試第三百七十二名，三甲第七十九名進士。授福清县知县，历官柳州府知府，万历十四年（1586年）正月升四川副使。

## 家族
曾祖陳昭，驛丞；祖父陳斆；父陳彥際，教諭。母梁氏；繼母徐氏。重庆下。弟大表、大其（贡士）、大壮。